# Célestin Monga

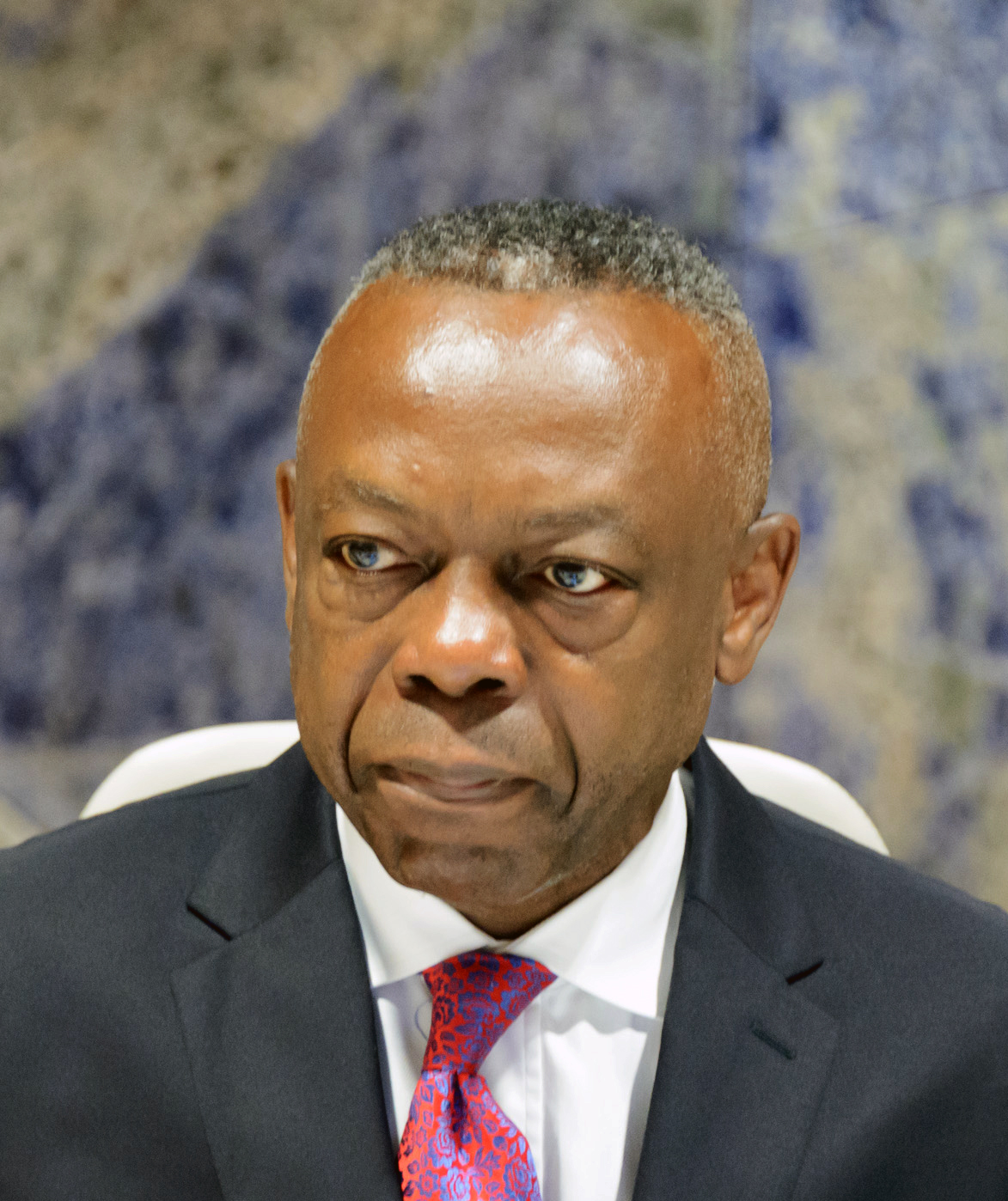
Célestin Monga (2017)

Célestin Monga, natural de Camarões, é economista-chefe e assessor do vice-presidente do Banco Mundial em Washington, D.C. Durante sua carreira de 13 anos no Banco, ele ocupou posições no departamento de pesquisa, incluindo o cargo de economista principal na Europa e na Ásia Central e de gerente da equipe de revisão de políticas.
Monga possui diplomas do MIT, Universidade Harvard e das universidades de Paris 1 Panthéon-Sorbonne, Bordeaux e Pau. Ele lecionou economia e ciências políticas na Universidade de Boston e de Bordeaux. Em Camarões, Monga comandou o maior banco comercial do país. Ele também participou do quadro de diretores do programa Sloan Fellows no MIT, uma escola de negócios norte-americana.
Em 1991, ele se tornou popular após ter sido preso por criticar o presidente camaronês em um artigo que escreveu para o jornal “Le Messager”. Sua prisão causou vários protestos pelo país. Por vários anos, ele escreveu artigos para jornais, principalmente fazendo críticas à política camaronesa. Por meio do seu trabalho, ele ficou conhecido como um dos maiores intelectuais do país.
Atuou como editor de economia para uma aclamada enciclopédia de cinco volumes chamada New Encyclopedia of Africa. Dentre seus livros estão Anthropologie de la colere (A Antropologia da Raiva, em tradução livre), que recebeu o prêmio Outstanding Book Award, Sortir du piege monetaire (Sair de uma Armadilha Monetária) e L'argent des autres (O Dinheiro dos Outros). Suas obras foram traduzidas para diversos idiomas.

## Livros
- Anthropologie de la colere: Societe civile et democratie en Afrique noire.
- Um Bantou a Washington.
- L'argent des autres: Banques et petites entreprises en Afrique.
- Sortir du piege monetaire.
- Fragments d'un crepuscule blesse: Poemes sur photos d'Afrique du Sud.
- Cameroun, quel avenir?